# Роман (фільм)
«Роман» (англ. Romance) — американська мелодрама режисера Кларенса Брауна 1930 року. Фільм був номінований на дві премії «Оскар» за найкращу режисуру (Кларенс Браун) та найкращу жіночу роль (Грета Гарбо).

## Сюжет
Двадцятивосьмирічний аристократ Гаррі повідомляє своєму дідусеві, що збирається одружуватися на актрисі. Він чекає докорів, але замість цього дід розповідає онукові, як сам 50 років тому закохався в італійську співачку Риту Каваліні…

## У ролях
- Грета Гарбо — Рита Каваліні
- Льюїс Стоун — Корнеліус Ван Тайл
- Гевін Гордон — Том Армстронг
- Елліотт Наджент — Гаррі
- Флоренс Лейк — Сьюзен Ван Тайл
- Клара Блендік — міс Армстронг
- Генрі Арметта — Беппо
- Матильда Комон — Ваннуччі
- Ріна Де Лігуоро — Ніна